# 君野夢真
君野 夢真（きみの ゆうま、2006年6月15日 - ）は、日本の元子役、元タレント。兵庫県出身。ジョビィキッズプロダクションに所属していた。

## 経歴
2012年、連続ドラマ『ゴーストママ捜査線〜僕とママの不思議な100日〜』の子役オーディションにおいて、100名以上の中から上原とんぼ役に選ばれた。初の大役に「セリフを一生懸命覚えて、みんなと楽しく頑張りたいです」と初々しく答え、主人公で母親の上原蝶子役を演じる仲間由紀恵も「初めて会ったときに笑顔で元気にあいさつをしてくれたので、夢真くんとなら、これから始まる収録も楽しく過ごしていけると確信しました」と話した。

## 出演

### ドラマ
- SPEC〜警視庁公安部公安第五課 未詳事件特別対策係事件簿〜（2010年、TBS）杉太郎 役
- スペシャルドラマ 味いちもんめ（2011年、テレビ朝日）安達信太郎（幼少） 役
- IS〜男でも女でもない性〜（2011年、テレビ東京）春（幼少期） 役
- マメシバ一郎（2011年、東名阪ネット6）
- 大河ドラマ 平清盛（2012年、NHK）鬼武者（源頼朝・幼少期）役
- ゴーストママ捜査線〜僕とママの不思議な100日〜（2012年、日本テレビ）上原とんぼ 役
- 原宿ネストカフェ 第6話（2012年11月10日、TBS）コウタ 役
- レジデント〜5人の研修医 第7話（2012年11月29日、TBS）橋本大樹 役
- シェアハウスの恋人（2013年、日本テレビ）櫻井空知 役
- 潜入探偵トカゲ（2013年、TBS）茂手木蒼太 役
- 東京バンドワゴン〜下町大家族物語（2013年、日本テレビ）堀田研人 役
- ホワイト・ラボ〜警視庁特別科学捜査班〜 第2話（2014年4月21日、TBS）島村宏輝 役
- 戦力外捜査官 SPECIAL（2015年3月21日、日本テレビ）秋葉裕太 役

### CM
- アガツマ、PINOCCHIO アンパンマン「おしゃべりフィーバーDX」（2011年）
- アガツマ、PINOCCHIO アンパンマン「はじめてデジカメ」（2011年）
- アガツマ、PINOCCHIO アンパンマン「タッチであいうえお教室」（2011年）
- アガツマ、PINOCCHIO アンパンマン「あっちむいてホイで遊ぼうよ」（2011年）
- アガツマ、PINOCCHIO アンパンマン「エキサイティングシューターわくわくアドベンチャーゲーム」（2011年）
- ミサワホーム、「エネルギーデザイン」篇
- セディナ、セディナカード
- ゼビオ、Super Sports XEBIO「ゲレンデ、プリーズ 息子」篇（2011年）
- ライオン、香りつづくトップPlus「かわいいゲスト」篇（2012年）

### バラエティ
- ヒルナンデス!（2012年5月、日本テレビ）
- PON!（2012年7月、日本テレビ）
- ぐるぐるナインティナイン（2012年7月、日本テレビ）
- 天才!志村どうぶつ園（2012年7月、日本テレビ）
- クイズ$ミリオネア（2013年1月、フジテレビ）
- 快脳!マジかるハテナ（2013年2月、日本テレビ）
- 天才!志村どうぶつ園（2013年2月、日本テレビ）

### 雑誌
- 月刊TVガイド 原色face（2013年1月号）

### PV
- AquaTimez「つぼみ」（EPICレコード、2012年8月）